# Muecate
Muecate est une ville du Mozambique située dans la province de Nampula et est le siège du district du même nom. La ville est localisée au centre de la province, au nord-est de la capitale provinciale, Nampula.